# Soleil (ferry)
Pour les articles homonymes, voir Soleil (homonymie).
Le Soleil (それいゆ, Soreiyu) est un ferry rapide exploité par la compagnie japonaise Tokyo Kyushu Ferry. Construit entre 2020 et 2021 aux chantiers Mitsubishi Heavy Industries de Nagasaki, il appartient à la compagnie Shin Nihonkai Ferry qui le frète à Tokyo Kyushu Ferry dans le cadre d'une joint-venture. Il navigue depuis juillet 2021 sur les liaisons reliant Tokyo à l'île de Kyūshū.

## Histoire

### Origines et construction
En décembre 2018, le groupe Kanko Kisen annonce son intention d'ouvrir un service régulier reliant Tokyo à l'île de Kyūshū. Au delà du fait de répondre à une certaine demande sur ces liaison sous-exploitées depuis le retrait de la compagnie Marine Express en 2005, le projet de Kanko Kisen résoudrait également en partie le problème du manque de main d'œuvre dans le secteur du transport routier. À cet effet, le groupe créé en avril 2019 la société Tokyo Kyushu Ferry, dans laquelle son autre filiale Shin Nihonkai Ferry détient alors une importante participation. C'est cette dernière qui passera commande au mois d'août d'une paire de navires jumeaux destinée à assurer ce nouveau service.
Construits par l'entreprise Mitsubishi Heavy Industries, les futurs navires arborent une conception hybride inspirée de celle des deux précédentes paires de Shin Nihonkai Ferry. Ils ont en effet des dimensions proches de celles des jumeaux Suzuran et Suisen avec une longueur avoisinant les 225 mètres, mais héritent toutefois d'une apparence plus proche de celle du Lavender et de l‘Azalea avec notamment la même étrave verticale conçue pour réduire la consommation de carburant. En raison d'un trafic passager moins important transitant habituellement entre Tokyo et Kitakyūshū, la capacité d'emport est arrêtée à 268 personnes. Cela se traduit dans la conception par une réduction de la surface consacrée aux locaux au regard des dimensions élevées des navires. Malgré tout, les installations, qui se concentrent essentiellement dans la partie avant, disposent d'un confort et d'une qualité similaire aux navires de Shin Nihonkai. Afin d'absorber efficacement le flux des marchandises, ils disposent d'un spacieux garage pouvant contenir plus de 150 unités de fret mais également une trentaine de véhicules particuliers. Prévus pour être exploités sur une ligne relativement longue, le choix de l'appareil propulsif est naturellement arrêté sur des moteurs semi-rapides capables de conférer aux navires une vitesse de 28 nœuds, ce qui permettrait des rallier Kyūshū en une vingtaine d'heures seulement. À l'inverse cependant de navires tels que le Suzuran et Suisen ou les sister-ships Akashia et Hamanasu, le modèle adopté se veut plus conventionnel avec deux hélices à pas variable. Enfin, dans l'optique d'être en conformité avec les nouvelles réglementations  internationales en matière d'émissions de gaz, la cheminée des navires est directement équipée du dispositif d'épuration de fumée plus connu sous le nom de scrubbers, permettant de réduire entre autres les émissions de soufre.
Réalisé au site de Nagasaki, le second navire, baptisé Soleil, est lancé le 23 décembre 2020. Après plusieurs mois de finitions, il est livré à Shin Nihonkai Ferry au mois de juin 2021 et directement frété à Tokyo Kyushu Ferry.

### Service
Le Soleil est mis en service le 1er juillet 2021 sur la liaison de Tokyo Kyushu Ferry reliant Yokosuka à Kitakyūshū. Il entre en exploitation simultanément avec son sister-ship le Hamayu.

## Aménagements
Le Soleil possède 9 ponts. Si le navire s'étend en réalité sur 11 ponts, deux d'entre eux sont inexistants au niveau des garages afin de permettre au navire de transporter du fret. Du point de vue commercial, la numérotation des ponts débute à partir du pont garage inférieur (correspondant au pont 1). Les locaux passagers se situent à l'avant des ponts 4, 5 et 6 tandis que l'équipage occupe le milieu du pont 4. Les ponts 0, 1, 2 et 3 abritent quant à eux les garages.

### Locaux communs
Les installations du Soleil se situent pour la plupart à l'avant du pont 5. Les passagers ont à leur disposition un restaurant, un barbecue et un cinéma.
Parmi les installations se trouve :
- Le restaurant Lumière : restaurant du navire situé au milieu du pont 5 ;
- Le jardin barbecue : situé à bâbord vers l'arrière au pont 5.
- Le salon Zephyr : situé à l'avant au pont 5, offre une vue sur la navigation.

En plus de ces principaux aménagements, le navire propose également sur le pont 6 deux bains publics avec vue sur la mer (appelés sentō), l'un pour les hommes à tribord, l'autre pour les femmes à bâbord, sur le pont 4 une boutique, une salle de jeux vidéo ainsi qu'une salle de sport.

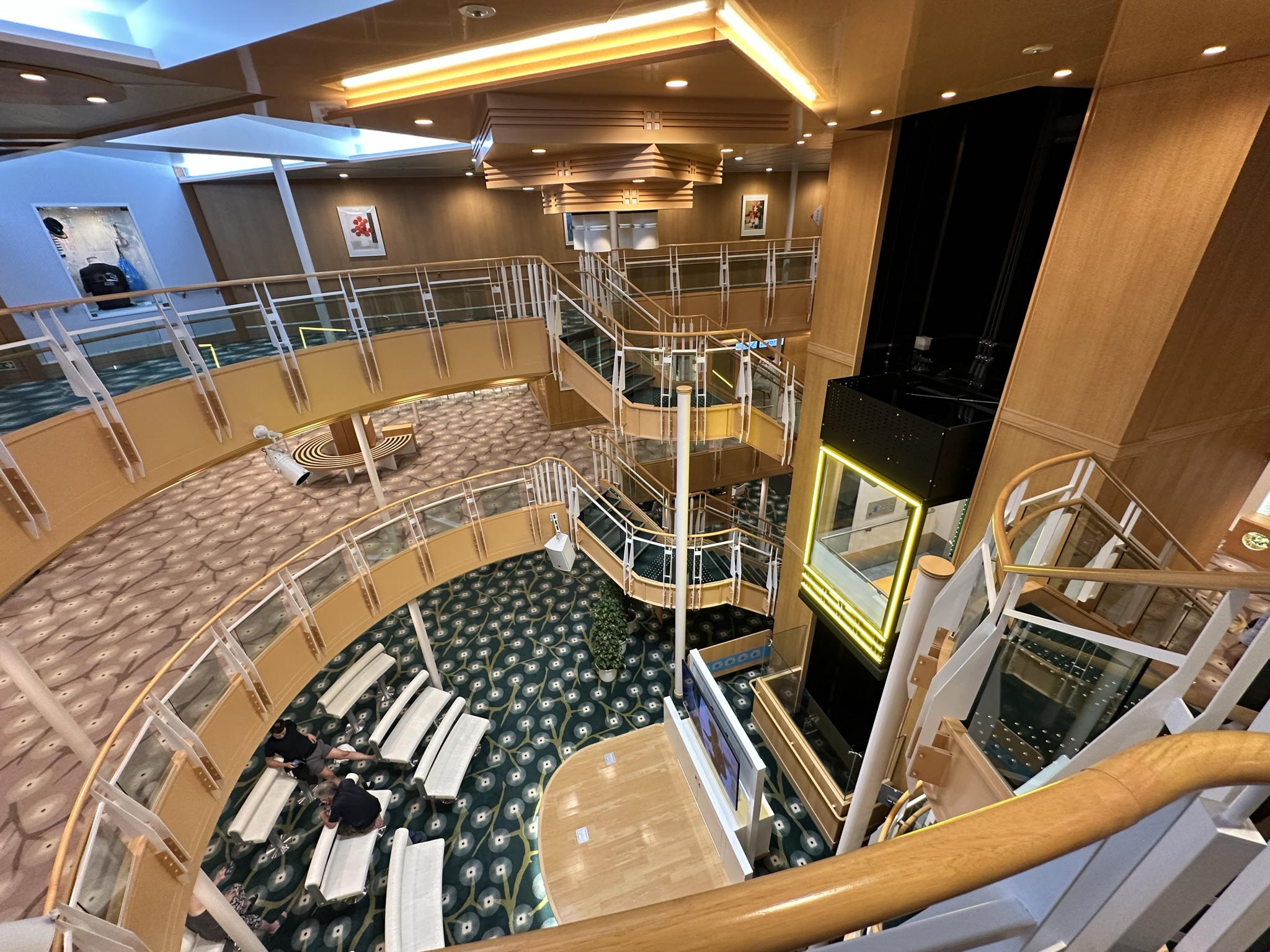
Atrium central
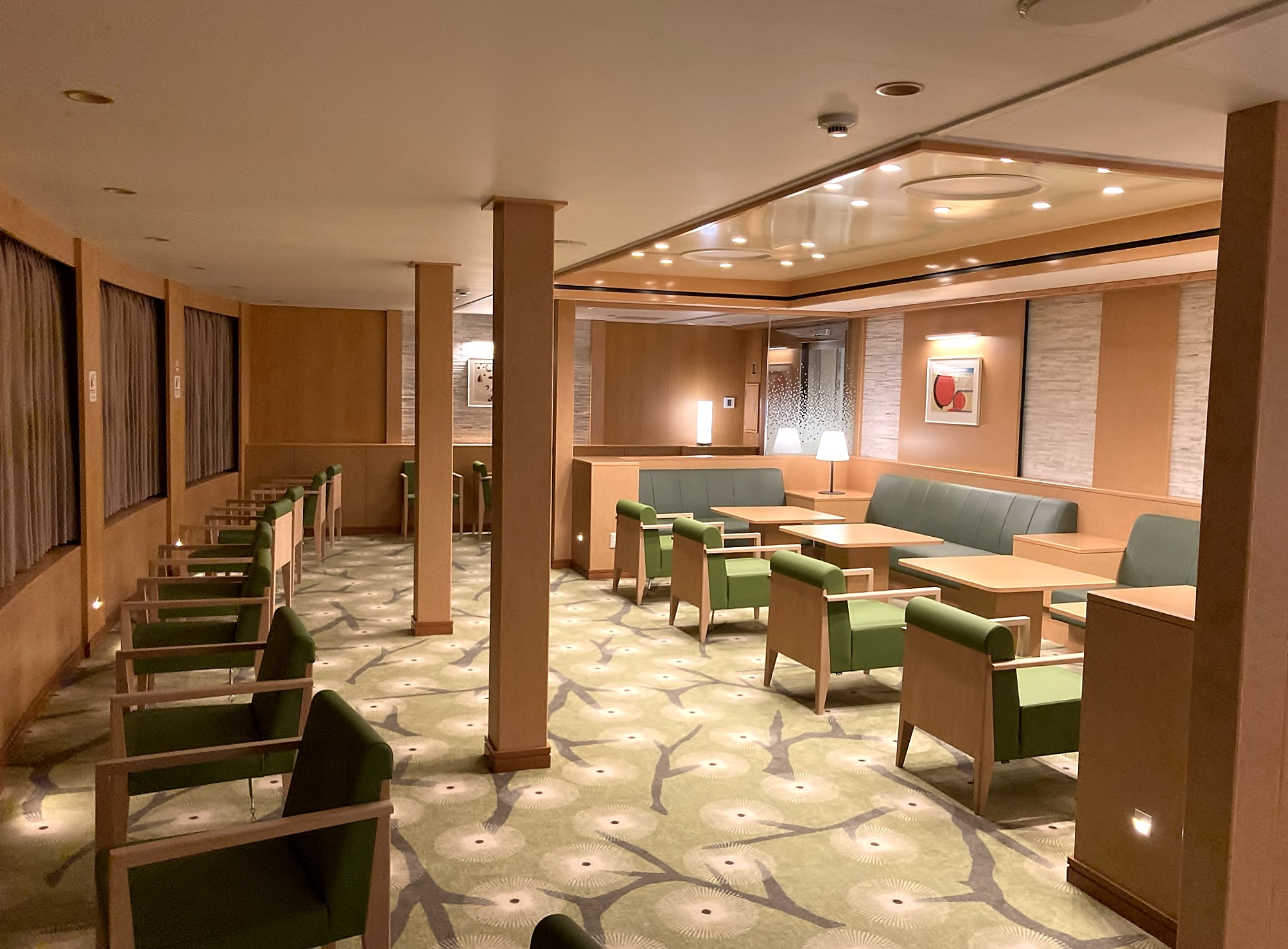
Salon avant Zephyr sur le pont 5.

### Cabines
À bord du Soleil, les cabines sont répartis en quatre catégories selon le niveau de confort. Ainsi, le navire est équipé de deux suites d'une capacité de deux personnes, 18 cabines luxe à quatre, deux cabines à deux pouvant accueillir les animaux de compagnie, 62 cabines Tourist individuelles et 96 couchettes Tourist.

## Caractéristiques
Le Soleil mesure 222,50 mètres de long pour 25 mètres de large, son tonnage est de 15 400 UMS (ce qui n'est pas exact, le tonnage des car-ferries japonais étant défini sur des critères différents). Il peut embarquer 268 passagers et possède un spacieux garage pouvant embarquer 154 remorques et 30 véhicules. Le garage est accessible par l'arrière au moyen d'une porte rampe latérale à tribord au niveau du garage inférieur et d'une rampe axiale. La propulsion du Soleil est assurée par quatre moteurs diesel Wärtsilä 14V31 développant une puissance de 34 160 kW entrainant deux hélices à pas variables permettant au navire d'atteindre une vitesse de 28,3 nœuds. Il est en outre doté de deux propulseurs d'étrave, deux propulseurs arrière ainsi que d'un stabilisateur anti-roulis. Les dispositifs de sécurité sont essentiellement composés de radeaux de sauvetage mais aussi d'une embarcation semi-rigide de secours. Le Soleil est aussi équipé de scrubbers, dispositifs d'épuration des fumées rejetées par les cheminées réduisant ainsi les émissions de soufre.

## Lignes desservies
Depuis le 1er juillet 2021, le Soleil est affecté sur les liaisons reliant le Kantō à l'île de Kyūshū et navigue entre le port de Yokosuka, non loin de Tokyo, et celui de Shinmoji à Kitakyūshū à raison de six rotations par semaine.